# Irvin McDowell
Irvin McDowell, född 15 oktober 1815 i Columbus, Ohio, död 4 maj 1885, var en amerikansk militär.
McDowell blev officer vid artilleriet 1838, brigadgeneral 1861, generalmajor 1872 och erhöll avsked 1882. Han deltog i mexikansk–amerikanska kriget 1845–48 och blev vid amerikanska inbördeskrigets utbrott 1861 chef för den illa utrustade Potomacarmén och besegrades i första slaget vid Bull Run 21 juli 1861. Han entledigades från armébefälet, blev chef för 1:a armékåren och sändes våren 1862 mot Stonewall Jackson i Shenandoahdalen. Efter andra slaget vid Bull Run 29–30 augusti 1862 miste McDowell även detta befäl.